# Campeonato Europeo de Judo por Equipo Mixto de 2018
El I Campeonato Europeo de Judo por Equipo Mixto se celebró en Ekaterimburgo (Rusia) el 18 de julio de 2018 bajo la organización de la Unión Europea de Judo (EJU) y la Federación Rusa de Judo.
Las competiciones se realizaron en el Palacio de Deportes de la ciudad rusa.

## Medallistas
| Evento       | Oro | Plata | Bronce |
| ------------ | --- | --- | --- |
| Equipo mixto | Alemania · Igor Wandtke · Anthony Zingg · Marc Odenthal · Eduard Trippel · Sven Heinle · Amelie Stoll · Theresa Stoll · Szaundra Diedrich · Laura Vargas-Koch · Carolin Weiß · Anna-Maria Wagner | Países Bajos · Kenneth Henneveld · Bas van Empelen · Jur Spijkers · Dewy Karthaus · Natascha Ausma · Hilde Jager · Ilona Lucassen | Rusia · Denis Yartsev · Musa Mogushkov · Jusein Jalmurzayev · Ivan Vorobiov · Tamerlan Bashayev · Anton Krivobokov · Anastasiya Konkina · Daria Mezhetskaya · Taisiya Kireyeva · Aliona Prokopenko · Alexandra Babintseva · Xeniya Chibisova Ucrania · Hievorh Manukian · Vitali Shepel · Andri Kolesnyk · Olexandr Hordiyenko · Mariya Skora · Iryna Jriashchevska · Yelyzaveta Kalanina · Halyna Tarasova |

## Medallero
| Núm. | País         | Oro | Plata | Bronce | Total |
| ---- | ------------ | --- | ----- | ------ | ----- |
| 1    | Alemania     | 1   | 0     | 0      | 1     |
| 2    | Países Bajos | 0   | 1     | 0      | 1     |
| 3    | Rusia        | 0   | 0     | 1      | 1     |
| 3    | Ucrania      | 0   | 0     | 1      | 1     |
|      | TOTAL        | 1   | 1     | 2      | 4     |